# دایره کوتیالا
دایره کوتیالا (به لاتین: Koutiala Cercle) یک منطقهٔ مسکونی در مالی است که در استان سیکاسو واقع شده‌است. دایره کوتیالا ۸٬۷۴۰ کیلومتر مربع مساحت و ۵۷۵٬۲۵۳ نفر جمعیت دارد.